# Reimer Ivang
Reimer Ivang (26. juli 1975 i Brørup) er en dansk erhvervsforsker, rådgiver og forfatter inden for digitalisering, servitization og bæredygtig forretningsudvikling.

## Uddannelse, forskning og karriere
Reimer Ivang er uddannet Ph.D. i International Business fra Aalborg Universitet og har gennem sin karriere kombineret akademisk forskning med praktisk rådgivning og virksomhedsopstart. Han arbejder blandt andet for Danmarks Nationalbank og Grundfos, ligesom han er tilknyttet Det Humanistiske og Samfundsvidenskabelige Fakultet ved Aalborg Universitet.
Reimer Ivang har bl.a. publiceret i Harvard Business Review (en) og modtaget en Emerald Literati-pris for en artikel om digitale strategier i B2B-markedet.
Hans arbejde fokuserer på, hvordan virksomheder kan kombinere bæredygtighed, digitalisering og servitization, så de tre områder understøtter hinanden.
I 2015 var Reimer Ivang med til at grundlægge upcyklingvirksomheden Better World Fashion, som i 2017 blev anerkendt som Best for the World af B Corporation.

## Forestillingskraft
I bogen ”Forestillingskraft” fra 2025 fremfører Reimer Ivang sammen med Claus Rosenstand, hvordan virksomheder kan transformere deres forretning og integrere digitalisering, bæredygtighed og servitisering, for dermed at skabe økonomisk, social og miljømæssig vækst.
Forestillingskraften er her en kompetence til at forestille sig en ønsket fremtid, og dermed skabe strategisk retning. Ikke af fri fantasi, men forestilling baseret på faglighed (viden, færdigheder og erfaring) og drevet af holdning (vilje til at lægge ressourcer i).